# One-Shot-Sensor
Ein One-Shot-Sensor in Digitalkameras registriert gleichzeitig die drei Grundfarben der additiven Farbmischung (Rot, Grün und Blau). Durch eine Farbfilterschicht (meistens als Bayer-Matrix ausgeführt) auf dem CCD-Sensor wird das Licht in seine Farbanteile zerlegt; jede Zelle ist nur für eine Farbe des Spektrallichts empfindlich, die fehlenden Farbwerte werden interpoliert.
Kameras, in denen ein entsprechender Sensor verbaut ist, werden als One-Shot-Kamera bezeichnet. Digitale Amateurkameras werden ausschließlich als One-Shot-Modelle angeboten, während in einigen professionell genutzten digitalen Kamerarückteilen auch Three-Shot-Sensoren Verwendung finden, allerdings wird auch hier überwiegend mit One-Shot-Modellen gearbeitet.
Siehe auch: Zeilensensor, Foveon X3, Großformatkamera, Mittelformatkamera